# Tratado de Londres (1700)
O Tratado de Londres (1700) (em neerlandês: Verdrag van Londen, em francês: Traités de Londres) ou Segundo Tratado de Partilha foi a segunda tentativa de Luís XIV da França e Guilherme III de Inglaterra para impor uma solução diplomática às questões que levaram à Guerra da Sucessão Espanhola de 1701-1714. Ambos dividiram o Império Espanhol sem consulta prévia e, como os espanhóis consideravam um Império indiviso como inegociável, os historiadores geralmente os veem como amplamente inexequíveis.
Carlos II de Espanha tornou-se o último governante da Espanha dos Habsburgo aos cinco anos de idade em 1665. Ele sofreu de problemas de saúde durante a maior parte de sua vida e, apesar de ter se casado duas vezes, em 1698 estava claro que ele morreria sem filhos, deixando a questão de seu sucessor não resolvida. Embora não fosse mais a principal potência europeia, o Império permaneceu uma forte presença global e, como os herdeiros mais próximos eram das famílias austríaca Habsburgo e francesa Casa de Bourbon, a aquisição por qualquer uma delas afetaria significativamente o equilíbrio de poder europeu.
Na esperança de evitar outro conflito custoso como a Guerra dos Nove Anos, em 1698 Guilherme e Luís concordaram com o Tratado de Haia (1698), ou Primeiro Tratado de Partilha, fazendo de José Fernando herdeiro do trono espanhol. Tornou-se redundante quando ele morreu de varíola em fevereiro de 1699, e o Tratado de Londres o substituiu pelo Arquiduque Carlos, filho mais novo do Imperador Leopoldo I. Ultimamente, não conseguiu impedir o início da guerra em julho de 1701.

## Contexto

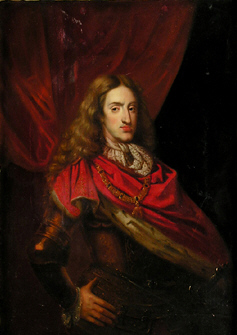
Carlos II de Espanha (1665-1700), último governante da Espanha dos Habsburgo

Em 1665, Carlos II de Espanha tornou-se o último governante da Espanha dos Habsburgo aos cinco anos de idade. Ele sofreu de problemas de saúde durante a maior parte de sua vida e, apesar de ter se casado duas vezes, em 1698 parecia provável que ele morreria sem filhos. Embora o poder financeiro e militar da Espanha tivesse declinado durante o século XVII, o Império Espanhol permaneceu em grande parte intacto, com territórios na Itália, nos Países Baixos Espanhóis, nas Filipinas e nas Américas. Como os herdeiros mais próximos eram das famílias austríaca Habsburgo e francesa Casa de Bourbon, a sucessão era de grande importância para o equilíbrio de poder europeu e foi objeto de debate por muitos anos. Por exemplo, no Tratado Secreto de Dover de 1670, Carlos II de Inglaterra concordou em apoiar a reivindicação de Luís XIV da França.
Guilherme III de Inglaterra via os Tratados de Partilha como uma maneira de construir sobre o relacionamento estabelecido no Tratado de Ryswick de 1697 com Luís XIV para criar uma paz duradoura. Impor uma solução para uma questão tão importante à Espanha e à Áustria parecia improvável com os níveis de desconfiança entre ambos os signatários, que haviam estado em guerra quase continuamente desde 1670. Guilherme negociou ambos os tratados sem notificar o Parlamento ou seus próprios ministros, uma prática ainda comum na França, mas não na Inglaterra. Lorde Somers, parte da Junta Whig que administrava o governo inglês para Guilherme, era geralmente hostil às disposições do Primeiro Tratado de Partilha, sobre o qual havia tomado conhecimento apenas pouco antes de sua assinatura.
Poucos dos ministros de Guilherme, tanto na Inglaterra quanto na República Holandesa, confiavam em Luís, uma impressão reforçada quando o Marquês d'Harcourt foi enviado como emissário a Madri em novembro de 1698 para construir apoio espanhol para um candidato francês. Os espanhóis não estavam dispostos a permitir que seu império fosse dividido sem consulta para atender às necessidades de potências estrangeiras. Em 14 de novembro de 1698, Carlos publicou seu testamento, que fazia do menino de seis anos José Fernando da Baviera herdeiro de um Império Espanhol indiviso e, portanto, ignorava os ajustes territoriais especificados no Primeiro Tratado de Partilha. Quando José Fernando morreu de varíola em fevereiro de 1699, outra solução era necessária.

## Negociações

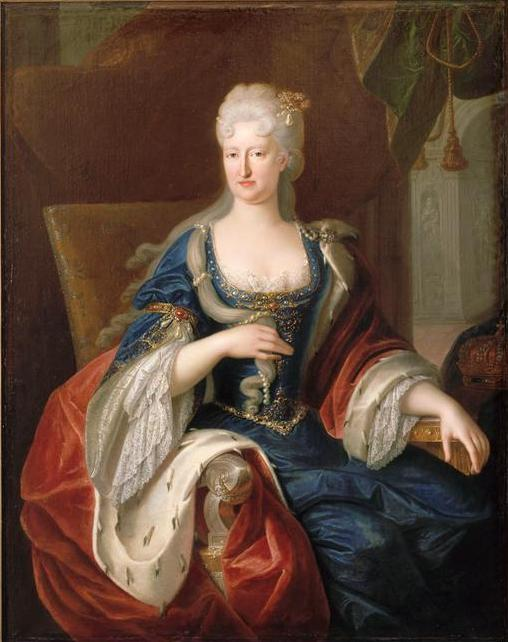
Rainha Consorte Maria Ana de Neuburgo, líder da facção austríaca

A corte espanhola estava dividida em facções pró-austríaca e pró-francesa, sendo esta última liderada pelo Cardeal Portocarrero, Arcebispo de Toledo. Durante grande parte do reinado de Carlos, seu governo foi controlado pelos pró-austríacos, liderados por sua mãe, Mariana da Áustria, e após sua morte em 1696, por sua segunda esposa, Maria Ana de Neuburgo. Sob sua influência, a Espanha se juntou à coalizão anti-francesa durante a Guerra dos Nove Anos, o que se revelou uma decisão desastrosa. Em 1696, a França controlava a maior parte da Catalunha, enquanto a Espanha foi forçada a declarar falência em 1692; embora Maria Ana tenha conseguido manter o poder com a ajuda de rumores espúrios sobre sua gravidez, Carlos foi forçado a banir seu séquito alemão.
Por várias razões, os austríacos eram impopulares entre a maioria da nobreza espanhola, enquanto Carlos também ressentia sua arrogância e deixou claro a Harcourt que não concordaria com a partilha do império. Muitos políticos espanhóis preferiam um candidato francês, já que as guerras dos últimos 50 anos sugeriam que a França era melhor como aliada do que como oponente, e sua localização significava que estava mais bem equipada para proteger a Espanha do que a Áustria.
Após a morte de José Fernando, o principal conselheiro de política externa de Luís, o Marquês de Torcy, rapidamente elaborou uma proposta preliminar com termos revisados aprovados em princípio por Guilherme em junho de 1699. No entanto, quando o tratado sugerido foi apresentado ao Imperador Leopoldo, ele inicialmente recusou as concessões territoriais necessárias e, como resultado, os holandeses atrasaram o consentimento formal. Isso significou que somente em 12 de março de 1700 o tratado foi assinado formalmente em Londres, e depois em Haia no dia 24.

## Disposições
A principal mudança em relação ao Primeiro Tratado foi substituir José Fernando como herdeiro do trono espanhol pelo filho mais novo de Leopoldo, o Arquiduque Carlos; a Espanha manteve seu império fora da Europa e os Países Baixos Espanhóis, mas a França ganharia os reinos de Nápoles e Sicília, a província espanhola de Guipúscoa e trocaria o Ducado de Lorena pelo Ducado de Milão. A França então transferiria Nápoles e Sicília para Vítor Amadeu II da Sardenha em troca dos Condados de Nice e Saboia, os territórios transalpinos do Estado de Saboia que finalmente se tornaram parte da França após a Segunda Guerra de Independência Italiana em 1859.
Embora Leopoldo aceitasse o princípio de dividir o Império Espanhol em troca de tornar seu filho rei, ele se opunha à concessão de possessões espanholas na Itália à França, particularmente Milão, que ele considerava essencial para a segurança das fronteiras meridionais da Áustria. Além disso, a Lorena era um estado Imperial ocupado pela França em 1670 e devolvido apenas em 1697, e seu recém-restaurado Duque de Lorena hereditário era sobrinho de Leopoldo. Como resultado, era improvável a aplicação de seus termos, já que nem Leopoldo nem Vítor Amadeu concordariam com as trocas territoriais necessárias, enquanto a Espanha não aceitaria nem mesmo o princípio.

## Consequências

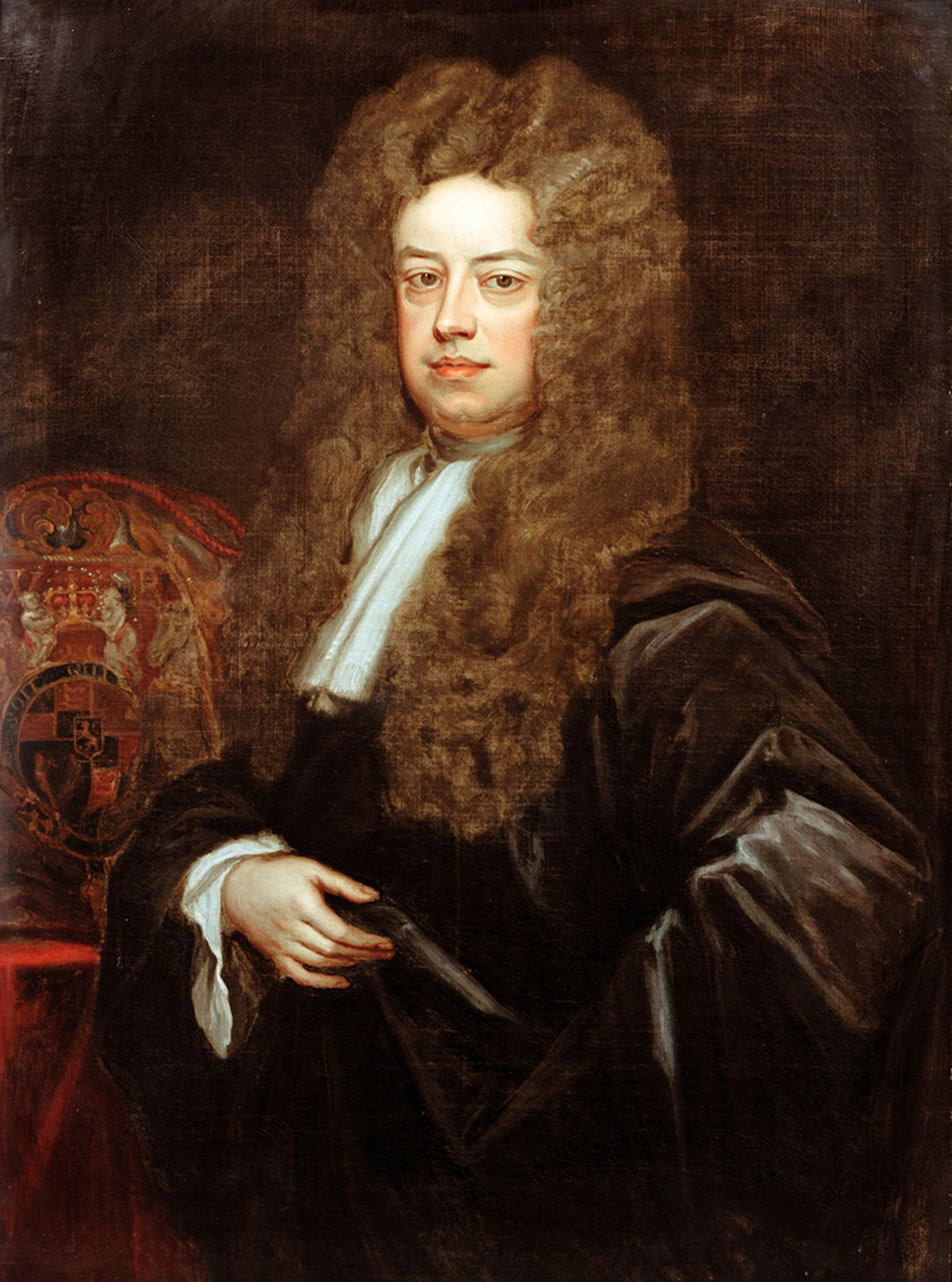
O impeachment de Lorde Somers por aprovar os tratados sem informar o Parlamento estabeleceu um importante princípio legal inglês.

Quando os espanhóis souberam dos termos do Tratado de Londres em meados de junho, Carlos alterou seu testamento em favor do Arquiduque Carlos e novamente especificou uma monarquia indivisa. Em setembro, ele adoeceu novamente e, no dia 28, já não conseguia mais comer. Sua morte parecia iminente, e em 2 de outubro, Portocarrero o persuadiu a alterar seu testamento em favor de Filipe de Anjou, filho mais novo do Luís, Grande Delfim e neto de Luís XIV. Ele morreu em 1 de novembro de 1700, cinco dias antes de completar 39 anos 
Quando Luís recebeu a oferta formal espanhola para Filipe em 9 de novembro, uma opção era rejeitá-la e insistir que o Arquiduque Carlos aceitasse o trono conforme estipulado pelo Tratado de Londres; isso significava que, se Leopoldo continuasse a recusar as concessões territoriais, em teoria, Luís poderia então convocar a Inglaterra e a República Holandesa para se juntarem a ele na imposição do tratado. No entanto, parece improvável que isso tenha sido seriamente considerado, já que, como Guilherme observou, não fazia sentido "ir à guerra... por um tratado que fiz apenas para evitar a guerra". Filipe foi proclamado Filipe V da Espanha em 16 de novembro, e a Guerra da Sucessão Espanhola começou em julho de 1701.
O tratado não apenas falhou em evitar o início da guerra em 1701, mas também demonstrou que os monarcas não podiam mais simplesmente impor suas soluções aos estados-nação. Quando o Parlamento finalmente soube dos termos em março de 1700, sua reação foi de fúria, em parte porque eles eram vistos como prejudiciais aos interesses comerciais ingleses, mas também porque haviam sido aprovados sem seu conhecimento ou consentimento. A maioria Tory subsequentemente tentou impugnar Somers por seu papel nas negociações e, embora sem sucesso, o processo azedou as relações entre os dois partidos e teve um profundo impacto na política britânica nas duas décadas seguintes.